# نخل دریاکنار
نخل دریاکنار (نام علمی: Allagoptera arenaria) نام یک گونه از سرده نخل‌های ساق‌کوتاه است.